# كيرك آدامز
كيرك آدامز (بالإنجليزية: Kirk Adams)‏ هو سياسي أمريكي، ولد في 2 فبراير 1973 بفينيكس في الولايات المتحدة. حزبياً، نشط في الحزب الجمهوري. وقد انتخب عضو مجلس نواب أريزونا.